# Kyneria
Kyneria là một chi bướm đêm thuộc họ Erebidae.